# Runsa slott
Runsa slott är en slottsliknande herrgård i Eds distrikt i Upplands Väsby kommun. Runsa slott ligger vid Skarven i Eds socken cirka tio kilometer nordväst om Upplands Väsby. Nuvarande huvudbyggnad uppfördes i mitten av 1600-talet, troligen efter ritningar av arkitekt Jean De la Vallée. Runsa var fram till början av 1900-talet Uppland Väsbys största gods. Byggnaden, som är i det närmaste oförändrad sedan byggnadstiden är privatbostad och inte tillgänglig för allmänheten. Förbi slottet sträcker sig Upplandsleden.

## Historik
Egendomen omtalas första gången 1313 då den såldes av Sigmund Keldorsson (tre klöverblad) till ärkebiskopen i Uppsala Nils Kettilsson. Den kom därefter att stanna under ärkebiskopsbordet till den drogs in av Gustav Vasa i samband med Västerås recess. Runsa blev därefter kronogods till dess det gavs till Jakob De la Gardie som belöning för hans militära insatser 1614–1615. 1618 gifte han sig med  Ebba Brahe, som erhöll Runsa som morgongåva. De torde dock knappast ha vistats här, byggnaderna var vid den tiden inte ståndsmässiga och de ägde många andra gods främst Jakobsdal där de mestadels var boende. Efter Jakob De la Gardies död kom dock Ebba Brahe hatt intressera sig för att uppföra en mer passande boning på Runsa. Slottet stod färdigt omkring 1670 eller något senare, och hann inte utnyttja det i någon större omfattning. Hon avled 1674 i sitt palats på Götgatan i Stockholm. Hon lämnade Runsa i arv till sin dotter Christina Catharina De la Gardie och hennes man i andra giftet, fältmarskalken, greve Gustaf Otto Stenbock. Stenbock dog 1685 och Christina Catharina De la Gardie bodde som änka på Runsa fram till sin död 1704, och lyckades rädda godset i samband med reduktionen mot att byta till sig det mot 126 daler silvermynts årlig jordeboksränta. Runsa ärvdes därefter av deras dotter Charlotta Maria Stenbock, gift med viceamiralen Axel Johan Lewenhaupt, som avled 1717. Änkan sålde 1725 Runsa till riksrådet Hans Henrik von Liewen. Efter hans död 1733 sålde hans arvingar 1740 godset till friherre Otto Reinhold Strömfelt som 1744 sålde Runsa vidare till amiralen och landshövdingen Theodor Ankarcrona.
Hans änka Beata, född von Schoting, bildade 1753 fideikommisset för sin mans brorson, majoren Conrad Wilhelm Ankarcrona. Sedan dess har Runsa slott varit i släkten Ankarcronas ägo.

## Byggnad och parken
Huvudbyggnaden härrör från mitten av 1600-talet och är möjligen uppförd som lustslott för Ebba Brahe som änka. Byggnaden ritades troligen av barockarkitekten Jean De la Vallée och anses vara ett av hans främsta verk. Det består av ett nästan kubiskt mittparti i två våningar och två likartade något mindre sidopartier sammanbundna med mittpartiet genom lägre längor. Huvudfasaden och entrén vänder sig mot norr. De kupolliknande svängda taken på huvudbyggnaden påminner om Riddarhuspalatsetets svängda tak, där Jean de la Vallée var en av arkitekterna. Bland intressanta detaljer i inredningen märkas en del dekorationer från 1600-talet, dörrar och målade dörröverstycken från mitten av 1700-talet samt några kakelugnar från den gustavianska tiden.
Gårdsplanen omges av två fristående envåningsflyglar och en magasinsbyggnad. Mot söder ansluter den under 1600-talet i fransk stil anlagda barockträdgården och intill mot sydväst och Mälaren en engelsk park, som är av senare datum. Åt nordväst ligger ekonomibyggnaderna med bland annat stall från 1700-talet (ombyggt 1926), ladugård från 1870 och loge från 1890.

## Bildgalleri

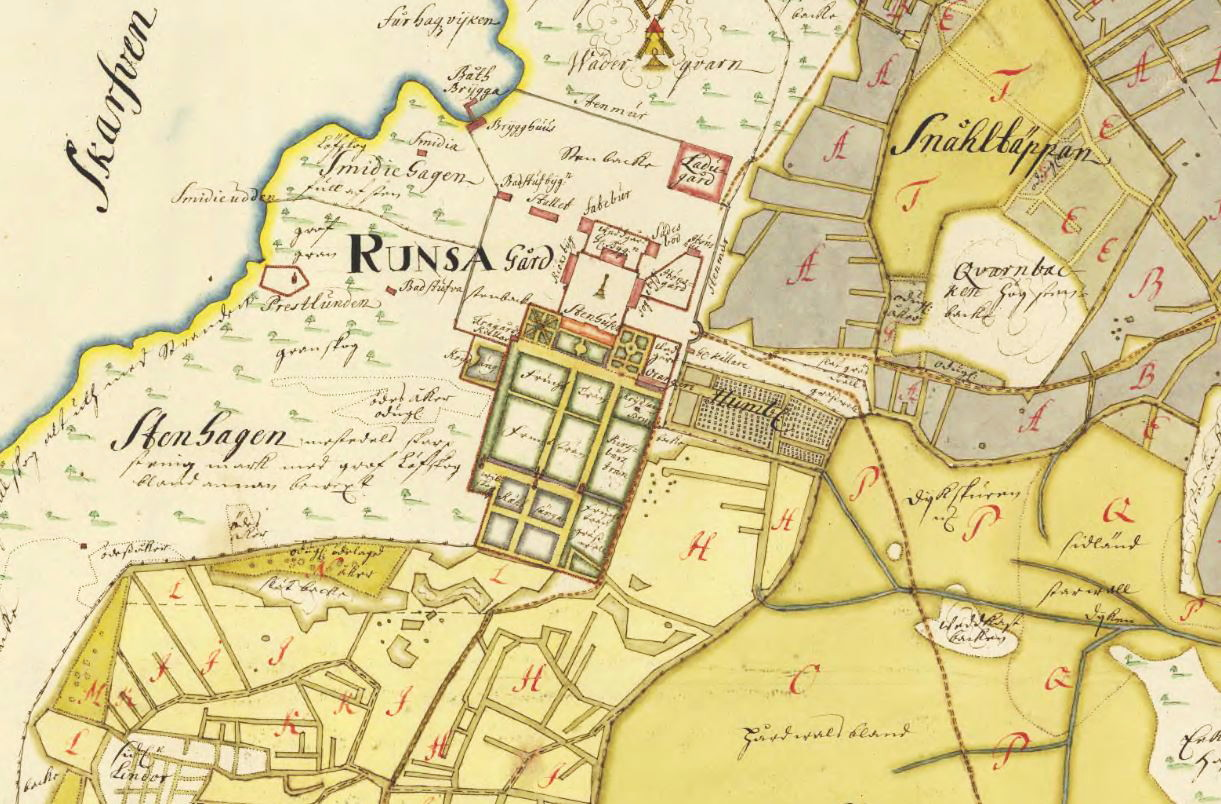
Runsa gård, 1707.
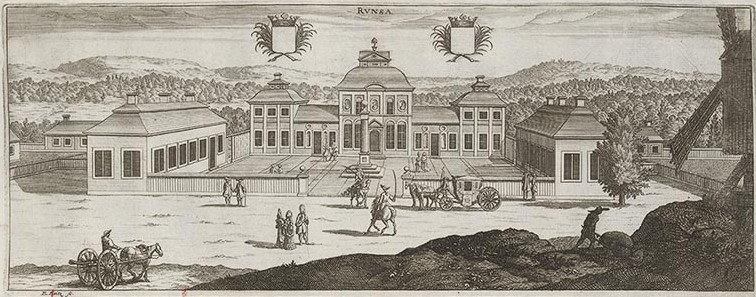
Runsa slott i Suecia antiqua et hodierna.
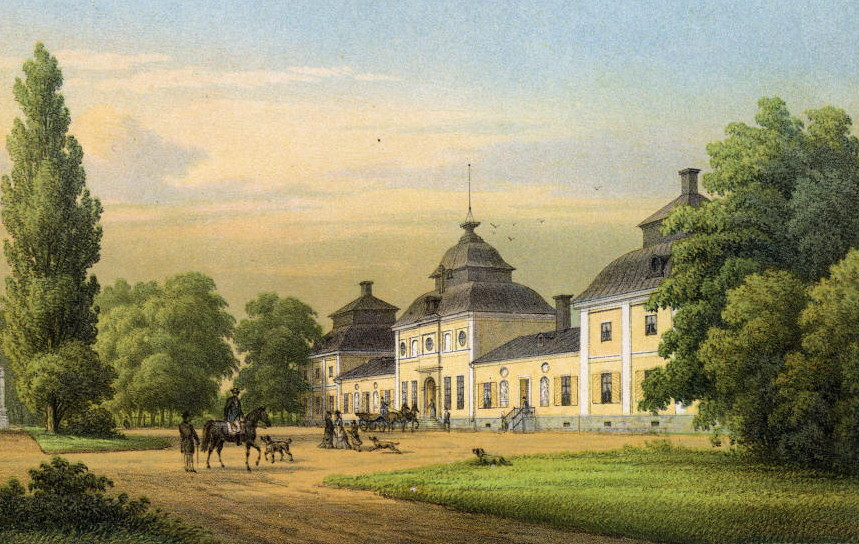
Runsa slott från norr, 1881.
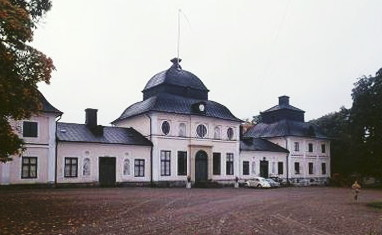
Runsa slott från norr, 1963.